# Smilax griffithii
Smilax griffithii är en enhjärtbladig växtart som beskrevs av A.Dc. Smilax griffithii ingår i släktet Smilax och familjen Smilacaceae. Inga underarter finns listade.